# Judith Richter
Judith Richter (n. 15 noiembrie 1978, München, RFG) este o actriță germană.

## Date biografice
Judith este fiica actriței Beatrice Richter și al actorului Heinz Baumann. Ea a urmat cursul de dramaturgie la München, între anii 1997 - 2000. Judith Richter este o actriță talentată, care a devenit cunoscută prin filmele Die Rettungsflieger, Unser Charly, Bewegte Männer, Der Bulle von Tölz și Die Rosenheim-Cops. În 2002 joacă alături de Armin Rohde și Jan Josef Liefers în filmul 666 – Traue keinem, mit dem du schläfst! (Nu te încrede în bărbatul cu care te culci).

## Filmografie
Teatru
- 1995: Anything goes – Cole Porter (regie: McDonald)
- 1999: Brighton-Beach-Memories (regie: McDonald
- 1999:	Der Widerspenstigen Zähmung (regie: Roussetty)
- 2002: Boeing Boeing (regie: von Sydow)
- 2009: Lieblingsmenschen (regie: Alexander Kratzer)

Cinematografie
- 2002: 666 – Traue keinem, mit dem du schläfst!
- 2004: Pura Vida Ibiza
- 2006: Doppelspiel

Televiziune
- 1998: Zwei Brüder (episod: Tödliche Träume)
- 2000: Die Rettungsflieger (episod: Allein gelassen)
- 2000:	SOKO 5113 (episod: Die Eisprinzessin)
- 2001: Stubbe – Von Fall zu Fall (episod: Havanna Dream)
- 2001: Küstenwache (episod: Übergabe auf See)
- 2002-2005: Unser Charly (24 episoade)
- 2003: Bewegte Männer (episod: Sterne lügen nicht)
- 2004: Der Bulle von Tölz (episod: Krieg der Sterne)
- 2004: Schöne Witwen küssen besser (TV-Zweiteiler)
- 2005-2009: Rosenheim Cops (2 episoade)
- 2005-2010: Die Landärztin (8 episoade)
- 2007: In aller Freundschaft (episod: Verlockungen)
- 2008: Two Funny
- 2010: Polizeiruf 110 (episod: Blutiges Geld)
- 2010: Die Bergwacht (episod: Brautflucht)